# Who Wants to Be a Millionaire? (Nigeria)
Who Wants to Be a Millionaire? est la déclinaison nigériane du jeu télévisé britannique éponyme. Émission phare de la télévision publique NTA, elle est présentée par l'animateur Frank Edoho. 
Le concept de l'émission est similaire à celui des autres versions nationales du jeu, le but étant pour les participants de parvenir à remporter la somme de 10 millions de nairas à l'issue d'un questionnaire à choix multiple à la difficulté croissante. 
Quinze questions sont nécessaires pour remporter cette somme. Deux paliers ont été prévus afin de garantir autant que possible aux candidats une somme minimum : le premier palier est atteint au bout de la cinquième question (20 000 nairas), le second au bout de la dixième question (250 000 nairas). Dans la version nigériane, les candidats disposent de trois jokers (Lifelines) : le 50/50 (Fifty-Fifty), le coup de téléphone à un ami (Phone a friend) et l'avis du public (Ask the audience).
L'adaptation du jeu au Nigeria a commencé à être diffusée le 8 octobre 2004, année durant laquelle sont enregistrés les douze premiers épisodes. Devant le succès remporté par l'émission, plusieurs[évasif] saisons sont diffusées à l'antenne de NTA. En 2009, la chaîne a ainsi entamé la diffusion de la sixième saison de ce programme devenu culte. Le 11 septembre 2009, la cagnotte de 10 millions de nairas a été remporté par un certain Chimuanya Aroma Ufodike (Aroma), devenant le premier et le dernier gagnant de la version nigériane de l'émission. Après cet épisode, personne d'autre n'a pu remporter la somme de 10 millions de nairas, mais la somme de 5 millions de nairas a été gagnée par six candidats durant les dernières saisons, et neuf personnes ont réussi à atteindre les deux millions. Le dernier numéro de l'émission a eu lieu le 25 juin 2017.

## Échelle des gains
- 1. question • ₦5,000
- 2. question • ₦7,500
- 3. question • ₦10,000
- 4. question • ₦15,000
- 5. question • ₦20,000 (somme garantie)
- 6. question • ₦30,000
- 7. question • ₦45,000
- 8. question • ₦70,000
- 9. question • ₦120,000
- 10. question • ₦250,000 (somme garantie)
- 11. question • ₦500,000
- 12. question • ₦1,000,000
- 13. question • ₦2,000,000
- 14. question • ₦5,000,000
- 15. question • ₦10,000,000